# 自衛隊高知地方協力本部
自衛隊高知地方協力本部（じえいたいこうちちほうきょうりょくほんぶ、Kochi Provincial Cooperation Office）は、高知市栄田町二丁目2番10号（高知よさこい咲都合同庁舎8階）に所在する、自衛隊地方協力本部の一つ。陸・海・空自衛隊共同の機関だが、通常は陸上自衛隊の中部方面総監の指揮監督下にある。管轄する地域における防衛省・自衛隊の総合窓口として高知県管内で活動する。

## 沿革
- 1954年（昭和29年）7月5日 - 陸上自衛隊の機関として陸上自衛隊高知地方連絡部が編成[2]。
- 1956年（昭和31年）8月1日 - 自衛隊法施行令の一部改正により地方連絡部が陸海空自衛隊の共同機関となり、自衛隊高知地方連絡部に改編[3]
- 2006年（平成18年）7月31日 - 自衛隊高知地方協力本部に改編
- 2011年（平成23年）3月 - 本部が塩田町から栄田町の高知よさこい咲都合同庁舎に移転

## 出先機関
- 安芸地域事務所　担当地区：香南市、安芸市、香美市、室戸市、安田町、田野町、東洋町、馬路村、北川村、奈半利町、芸西村
- 須崎地域事務所　担当地区：土佐市、須崎市、佐川町、越知町、津野町、中土佐町、四万十町、檮原町、日高村
- 四万十地域事務所　担当地区：四万十市、土佐清水市、宿毛市、黒潮町、大月町、三原村
- 高知募集案内所　担当地区：高知市、南国市、大豊町、本山町、土佐町、いの町、春野町、仁淀川町、大川村

## 主要幹部
| 官職名                   | 階級    | 氏名     | 補職発令日     | 前職                                   |
| ------------------------ | ------- | -------- | -------------- | -------------------------------------- |
| 自衛隊高知地方協力本部長 | 1等陸佐 | 池戸雅浩 | 2025年03月17日 | 第15高射特科連隊長 兼 八重瀬分屯地司令 |

| 代 | 階級    | 氏名       | 在職期間                                                    | 出身校・期            | 前職                                         | 後職                                  |
| -- | ------- | ---------- | ----------------------------------------------------------- | --------------------- | -------------------------------------------- | ------------------------------------- |
| 01 | 2等陸佐 | 中山生藤   | 1954年07月05日 - 1956年08月15日                             | 陸士47期              | 第11連隊第2大隊長 兼 曾根駐とん地部隊長      | 第4普通科連隊第3大隊長                |
| 02 | 2等陸佐 | 古谷邦豊   | 1956年08月16日 - 1959年03月16日                             | 関西大学 昭和15年卒   | 第5特科連隊第6大隊長                         | 第4特科連隊副連隊長                   |
| 03 | 2等陸佐 | 成田孝     | 1959年03月17日 - 1962年11月30日 ※1961年07月01日 1等陸佐昇任 | 日本大学              | 西部方面総監部第1部勤務 （2等陸佐）          | 中部方面総監部総務課長                |
| 04 | 2等陸佐 | 多田善之烝 | 1962年12月01日 - 1965年07月15日 ※1965年07月01日 1等陸佐昇任 | 立命館大学 昭和18年卒 | 第33普通科連隊副連隊長 （2等陸佐）           | 東千歳駐とん地業務隊長                |
| 05 | 2等陸佐 | 土方豊     | 1965年07月16日 - 1968年07月15日 ※1967年07月01日 1等陸佐昇任 | 法政大学 昭和15年卒   | 陸上自衛隊業務学校総務課長 （2等陸佐）       | 東部方面総監部業務室長                |
| 06 | 1等陸佐 | 田内精一   | 1968年07月16日 - 1970年12月31日                             | 陸士56期              | 陸上幕僚監部付                               | 第1特科団副団長                       |
| 07 | 1等陸佐 | 吉田知弘   | 1970年01月01日 - 1972年03月15日                             | 関西大学 昭和24年卒   | 第3師団司令部第1部長                         | 西部方面総監部第1部長                 |
| 08 | 1等陸佐 | 岡崎玄誠   | 1972年03月16日 - 1973年07月15日                             | 陸士60期              | 陸上幕僚監部第1部勤務                        | 陸上幕僚監部募集課企画班長            |
| 09 | 1等陸佐 | 梁井厖     | 1973年07月16日 - 1975年07月15日                             | 陸航士58期            | 陸上自衛隊幹部候補生学校勤務                 | 陸上自衛隊幹部候補生学校勤務          |
| 10 | 1等陸佐 | 佐藤禮次   | 1975年07月16日 - 1977年07月31日                             | 陸航士59期            | 第110教育大隊長                              | 第2教育団本部勤務                     |
| 11 | 1等陸佐 | 岡田直己   | 1977年08月01日 - 1979年03月15日                             | 立命館大学 昭和28年卒 | 中部方面総監部化学課長                       | 陸上自衛隊化学学校勤務                |
| 12 | 1等海佐 | 松本克彦   | 1979年03月16日 - 1981年03月15日                             | 防大1期               | 第3航空隊司令                                | 海上幕僚監部防衛部運用課長            |
| 13 | 1等海佐 | 三好聞知   | 1981年03月16日 - 1983年03月15日                             | 防大1期               | 第35護衛隊司令                               | 舞鶴防備隊司令                        |
| 14 | 1等海佐 | 山品武     | 1983年03月16日 - 1985年07月31日                             | 神奈川大学・ 6期幹候  | 海上自衛隊第3術科学校教育第2部長             | 海上自衛隊第3術科学校研究部長         |
| 15 | 1等海佐 | 伊藤金二   | 1985年08月01日 - 1987年07月06日                             | 海保大4期・ 9期幹候   | 海上自衛隊幹部候補生学校教育部長 兼 学生隊長 | 阪神基地隊司令 （海将補昇任）         |
| 16 | 1等海佐 | 櫻澤清志   | 1987年07月07日 - 1989年07月31日                             | 防大4期               | 統合幕僚会議事務局第3幕僚室 指揮調整班長     | 防衛大学校教授                        |
| 17 | 1等空佐 | 青木初年   | 1989年08月01日 - 1990年05月07日                             | 防大9期               | 航空幕僚監部調査部調査第2課 情報第1班長      | 航空自衛隊幹部学校勤務                |
| 18 | 1等空佐 | 佐貫由明   | 1990年05月08日 - 1992年08月02日                             | 防大10期              | 北部航空方面隊司令部防衛部 防衛班長          | 西部航空方面隊司令部人事部長          |
| 19 | 1等空佐 | 長谷莞     | 1992年08月03日 - 1994年09月30日                             | 防大14期              | 航空幕僚監部技術部技術第1課 計画班長         | 航空幕僚監部技術部技術第1課長         |
| 20 | 1等空佐 | 中村外志幸 | 1994年10月01日 - 1997年03月31日                             | 防大16期              | 航空幕僚監部装備部調達課計画班長             | 中部航空警戒管制団基地業務群司令      |
| 21 | 1等空佐 | 中川隆夫   | 1997年04月01日 - 1999年07月08日                             | 防大18期              | 航空幕僚監部防衛部防衛課 業務計画班長        | 航空幕僚監部人事教育部厚生課長        |
| 22 | 1等陸佐 | 宮本一路   | 1999年07月09日 - 2002年03月21日                             | 防大18期              | 第12特科連隊長 兼 宇都宮駐屯地司令           | 第10師団司令部幕僚長                  |
| 23 | 1等陸佐 | 小林英彦   | 2002年03月22日 - 2004年03月28日                             | 静岡大学 昭和54年卒   | 陸上幕僚監部人事部厚生課厚生班長             | 陸上幕僚監部監理部総務課 情報公開室長 |
| 24 | 1等陸佐 | 水嶋達人   | 2004年03月29日 - 2006年03月31日                             | 防大24期              | 西部方面総監部人事部人事課長                 | 第73戦車連隊長                        |
| 25 | 1等陸佐 | 大山雄一   | 2006年04月01日 - 2008年03月25日                             | 防大24期              | 東北方面航空隊長 兼 霞目駐屯地司令           | 陸上自衛隊研究本部主任研究開発官      |
| 26 | 1等陸佐 | 竹田隆康   | 2008年03月26日 - 2010年07月31日                             | 防大23期              | 第1ヘリコプター団本部高級幕僚                | 陸上自衛隊中央業務支援隊副隊長        |
| 27 | 1等陸佐 | 杉本嘉章   | 2010年08月01日 - 2012年07月31日                             | 生徒23期・ 日本大学   | 第71戦車連隊長                               | 陸上自衛隊幹部学校主任教官            |
| 28 | 1等陸佐 | 佐藤文章   | 2012年08月01日 - 2014年07月31日                             | 防大28期              | 普通科教導連隊長 兼 滝ヶ原駐屯地司令         | 中部方面混成団副団長                  |
| 29 | 1等陸佐 | 幸野英明   | 2014年08月01日 - 2016年03月22日                             | 防大28期              | 統合幕僚学校教育課研究室 総括主任研究官      | 防衛大学校教授                        |
| 30 | 1等陸佐 | 南 浩      | 2016年03月23日 - 2018年03月22日                             | 防大31期              | 陸上自衛隊富士学校特科部副部長               | 防衛研究所主任研究官                  |
| 31 | 1等陸佐 | 石丸信二   | 2018年03月23日 - 2020年03月15日                             | 防大33期              | 西部方面特科隊副隊長                         | 陸上自衛隊教育訓練研究本部主任教官    |
| 32 | 1等陸佐 | 森岡雄介   | 2020年03月16日 - 2023年03月12日                             | 防大35期              | 健軍駐屯地業務隊長                           | 陸上自衛隊教育訓練研究本部主任教官    |
| 33 | 1等陸佐 | 堀川佳紀   | 2023年03月13日 - 2025年03月16日                             | 金沢大学 76期幹候     | 陸上自衛隊補給統制本部総務部 人事課長        | 相馬原駐屯地業務隊長                  |
| 34 | 1等陸佐 | 池戸雅浩   | 2025年03月17日 -                                            | 防大44期              | 第15高射特科連隊長 兼 八重瀬分屯地司令       |                                       |